# Maurizio Cheli
Maurizio Cheli (ur. 4 maja 1959 w Modenie) – włoski pilot i astronauta, podpułkownik Włoskich Sił Powietrznych, uczestnik misji kosmicznej NASA.

## Edukacja
W 1982 ukończył studia w Akademii Włoskich Sił Powietrznych. Ukończył także dwie inne szkoły lotnicze: Italian Air Force War College w 1987 i Empire Test Pilot School w 1988. W 1989 studiował geofizykę na Uniwersytecie Rzymskim. Uzyskał tytuł magistra inżyniera aeronautyki i inżynierii kosmicznej na Uniwersytecie w Houston w 1994 oraz magistra nauk politycznych na Uniwersytecie Turyńskim w 2004. W 2007 uzyskał stopień Master of Business Administration na uczelni ESCP-EAP w Paryżu.

## Kariera pilota i astronauty
W latach 1982–1983 trenował w Amerykańskich Siłach Powietrznych. Po wstępnym szkoleniu we Włoszech na samolotach myśliwskich F-104G wstąpił w 1984 do 28. Eskadry 3. Skrzydła Włoskich Sił Powietrznych. W 1989 rozpoczął pracę jako pilot oblatywacz w ośrodku testowym Włoskich Sił Powietrznych w Rzymie. Jako pilot wylatał ponad 4500 godzin na ponad 50 typach samolotów i helikopterów.
W 1992 został wybrany przez Europejską Agencję Kosmiczną (ESA) do drugiej grupy astronautów europejskich. W 1996 wziął udział w locie STS-75 wahadłowca Columbia jako specjalista misji.
31 lipca 1996 opuścił ESA. W sierpniu tego samego roku został głównym pilotem oblatywaczem w firmie Alenia Aeronautica, gdzie między innymi pracował w programie budowy myśliwca Eurofighter Typhoon. W grudniu 2007 został dyrektorem jednego z wydziałów tej firmy, lecz nadal lata na produkowanych przez nią samolotach.
Jest żonaty z belgijską astronautką Marianne Merchez.
Stowarzyszenie Uczestników Lotów Kosmicznych (Association of Space Explorers) przyznało mu Universal Astronaut Insignia za lot orbitalny (nr 344).

## Wykaz lotów
| Lot kosmiczny, w którym uczestniczył Maurizio Cheli          | Lot kosmiczny, w którym uczestniczył Maurizio Cheli | Lot kosmiczny, w którym uczestniczył Maurizio Cheli | Lot kosmiczny, w którym uczestniczył Maurizio Cheli | Lot kosmiczny, w którym uczestniczył Maurizio Cheli | Lot kosmiczny, w którym uczestniczył Maurizio Cheli | Lot kosmiczny, w którym uczestniczył Maurizio Cheli |
| Lp.                                                          | Data startu                                         | Data lądowania                                      | Statek kosmiczny                                    | Funkcja                                             | Czas trwania                                        |                                                     |
| ------------------------------------------------------------ | --------------------------------------------------- | --------------------------------------------------- | --------------------------------------------------- | --------------------------------------------------- | --------------------------------------------------- | --------------------------------------------------- |
| 1                                                            | 22 lutego 1996                                      | 9 marca 1996                                        | Columbia (STS-75) F-19                              | Specjalista misji                                   | 15 dni 17 godziny 41 minut                          |                                                     |
| Łączny czas spędzony w kosmosie – 15 dni 17 godzin 41 minut. |                                                     |                                                     |                                                     |                                                     |                                                     |                                                     |